# Philippe Chamouard
 (décembre 2012).
Philippe Chamouard, né à Paris le 24 février 1952, est un compositeur français de musique contemporaine.

## Biographie
Philippe Chamouard  a toujours tenu à se démarquer de toute influence et de toute école.[Interprétation personnelle ?] Après des études de piano avec Guy Lasson et de composition auprès de Roger Boutry, Philippe Chamouard entre à l'université de Paris- Sorbonne où il obtient un doctorat sur l'orchestration des symphonies de Mahler. Il publie Mahler tel qu'en lui- même en 1989 . Membre Honoraire de l'International Gustav Mahler Gesellschaft de Vienne, rédacteur aux éditions Deutsche Grammophon, il a enseigné l'écriture musicale à l'université de Paris IV jusqu'en 2004.
Depuis 1992, ses partitions symphoniques sont programmées en France ( Orchestre Colonne...) et à l'étranger (Pologne, Roumanie, Bosnie-Herzégovine, Lettonie, Salvador, Finlande, Espagne, Portugal, Norvège, Allemagne, Vietnam, États-Unis…).

## Œuvres

### Musique symphonique
- Symphonie mystique "Sphène" (1988)
- La valse de marbre (1990)
- L'offrande des lumières (1991)
- Symphonie no 1 "Tibétaine" (1992)
- Symphonie no 2 "Sarajevo"(1994)
- Symphonie no 3 "Les jardins du désert"(1994-95)
- "L'esprit de la nuit" (1997)
- Symphonie no 4 "Le Vagabond des Nuages" (2001)
- Symphonie no 5 "Le Manuscrit des Etoiles" (2002)
- Symphonie no 6 "La montagne de l'âme" (2005)
- Symphonie no 7 (2006-07)
- Symphonie no 8 (2008)
- Symphonie no 9 (2009-11)
- Symphonie no 10 (2014-16)

### Musique vocale et instrumentale
- Kyrie pour chœur d'hommes et orchestre (1996)
- Messe Gregorienne pour chœur mixte et orchestre à cordes (1997)
- 5 Poèmes de Michel-Ange pour soprano et orchestre (2000)
- De Profundis pour chœur mixte et orchestre (2004)
- Trois poèmes de Michel-Ange pour soprano et orchestre à cordes (2006)
- Six Tankas pour soprano et piano (2007)

### Orchestre à cordes
- Halabja pour cordes et percussion (1990)
- La Valse de Marbre version orchestre à cordes (1990)
- Les Voiles du Silence (1993)
- Kyrie version orchestre à cordes (1996)
- Poème du Vent (1997)
- Les Oiseaux de Solitude (1997)
- Le Pavillon d’or (Version pour koto et orchestre à cordes) (2011)
- Concerto pour violoncelle (2012)
- Les rêves de l'ombre, pour orchestre à cordes (2012)
- Madrigal d'été, pour violoncelle et orchestre à cordes (2016)

### Musique concertante
- Concert nocturne pour trompette et orchestre (1993)
- Le Violon et le Poète pour violon et orchestre (1996)
- Les figures de l'invisible pour harpe celtique et orchestre (1999)

### Musique instrumentale
- Opalescence 7 pièces pour orgue (1988)
- Nocturnal pour clarinette et piano(2007)

## Discographie sélective
- Symphonie no 8, Poème du Vent, chez Algarade.
- Symphonie no 7, Les Rêves de l'ombre, chez Orphée, diffusion Hortus.
- Symphonie no 3, Les Figures de l'Invisible, L'Esprit de la Nuit, chez Orphée, diffusion Hortus, distribution Codaex.
- Symphonie no 2 "Sarajevo", Halabja, Les Voiles du Silence, chez Skarbo. Distribution SM
- Symphonie no 1 "Tibétaine", Symphonie Mystique "Sphène", chez Orphée, Diffusion Hortus. Distribution Codaex.
- Symphonie no 1 "Tibétaine", Symphonie Mystique "Sphène", chez Skarbo. Distribution SM.
- Chamouard/Messiaen: Opalescence/Diptyque pour orgue, Les Enfants de Dieu, Dieu parmi nous, Le Banquet céleste, Apparition de l'Église éternelle, par Jean-Paul Imbert aux Grandes Orgues de l'église Saint Eustache, Paris, chez Skarbo. Distribution SM.
- Kyrie de la Messe des Anges, L'Offrande des Lumières, chez Accord Universal.
- Kyrie de la Messe des Anges, L'Offrande des Lumières, chez Orphée. Diffusion Hortus. Distribution Codaex.

## Ouvrage
- Mahler tel qu'en lui-même, Éditions Méridiens Klincksieck, 1989 ; rééd. Éditions Connaissances et savoirs 2006  (ISBN 2-7539-0075-2)